# Tom Andrews
Tom Andrews (* 15. Juni 1954) ist ein ehemaliger US-amerikanischer Hürdenläufer und Sprinter.

## Leben
1977 siegte er bei der Universiade über 400 m Hürden. Beim Leichtathletik-Weltcup in Düsseldorf gehörte er in der 4-mal-400-Meter-Staffel zum US-Quartett, das wegen der Verletzung von Maxie Parks nicht das Ziel erreichte.
1976 wurde er US-Meister über 400 m Hürden und 1977 Englischer Meister über 400 m. Für die University of Southern California startend wurde er 1977 NCAA-Meister über 400 m Hürden.

## Persönliche Bestzeiten
- 400 m: 45,57 s, 14. Mai 1977, Westwood
- 400 m Hürden: 48,55 s, 12. Juni 1976, Westwood